# Енциклопедія банківської справи України
Енциклопедія банківської справи України (ЕБСУ)  — перше в Україні наукове довідкове видання про банки і банківську діяльність, побудоване за принципом національної галузевої енциклопедії. Його підготовлено і здійснено з ініціативи, за участі та сприяння Національного банку України. Присвячена 10-річчю Національного банку України.

## Огляд
Енциклопедія банківської справи України принципово відрізняється від ряду випущених в Україні у 1990-х роках словникових видань аналогічної тематики передусім тим, що в ній представлено не лише тлумачення банківських термінів та понять, а, як це й передбачає енциклопедія, цілісне коло систематизованих знань про банківську справу, яке тією чи іншою мірою охоплює всі складові цієї сфери суспільної діяльності в її становленні і розвитку загалом і в конкретно-історичних умовах України зокрема.
Енциклопедія містить близько 1500 статей. Переважна більшість з них присвячена розкриттю змісту банківських та фінансових понять і категорій, їх функціонування у сучасній банківській практиці, зокрема питанням організації банків і банківської діяльності, грошового обігу, валютних, кредитних відносин, фондового ринку, змісту і технології різних видів банківських операцій та послуг. Чималий блок становлять біографічні статті (понад 120) про визначних фінансистів, банкірів, організаторів, авторитетних вчених і заслужених практиків банківської справи України, людей, які стояли біля її витоків у минулому, і тих, що сприяли становленню банківської системи незалежної України.
У ряді оглядових та конкретних понятійних статей послідовно, з уведенням маловідомих фактів і оцінок висвітлюється історія грошей, грошового обігу, фінансів та банківської справи на території України від найдавніших часів до сучасності (на дату видання) як у періоди існування різних форм української державності (Київська Русь, Козацька Україна, УНР, Гетьманат, УССР), так і в періоди перебування українських земель у складі інших держав (Московії, Австро-Угорщини, Польщі).
Низки базових статей теоретичного характеру можна дізнатися про основні економічні школи і вчення, теорії грошей. Багато окремих статей присвячено конкретним банкам, які функціонували в 19-му та на початку 20-го ст. як у Наддніпрянській, так і в Західній Україні, та нині діючим українським банкам. Більшість статей про сучасні банки підготовлена на основі ексклюзивної інформації, наданої самими банками (пропозиції були надіслані редакцією всім банкам), а частина  — за сприяння відповідних підрозділів НБУ. Повний перелік банків, які були зареєстровані в НБУ станом на 2001 рік, поданий в кінці тому.
У ряді оглядових статей розкривається устрій та діяльність банківських систем провідних країн розвинутої ринкової економіки (США, Великої Британії, Німеччини, Франції, Японії). Доволі наповнені також блоки статей про спеціялізовані періодичні видання з питань банківської діяльності (вітчизняні й зарубіжні), про банківські навчальні заклади, про юридично-правові засади та найважливіші законодавчі акти, якими регулюється банківська діяльність.
Значний довідковий матеріал сконцентровано в статтях про основні національні та міжнародні фінансові організації й установи. Не лише емоційне, а й інформаційно-пізнавальне навантаження несуть кольорові ілюстративні вкладки та документальні світлини, ілюстрації до статей. Самостійну цінність, і не лише для фахівців з нумізматики та боністики, становить, зокрема, ілюстративний блок, в якому вперше так широко і систематизовано представлена історія грошей, що перебували у різні часи в обігу на території України.
До багатьох статей подається бібліографія. Систематичні дані, інші конкретні факти наведено станом на кінець 1999  — початок 2001 років. Завершується книга низкою органічно пов’язаних з банківською проблематикою документально-довідкових матеріалів.
До розробки концепції, науково-методичних засад, реєстру статей Енциклопедії було залучене широке коло науковців, фахівців банківської справи. При цьому був врахований досвід побудови ряду тематично споріднених енциклопедичних та словникових видань, зокрема таких, як «Російська банківська енциклопедія» за редакцією О.І. Лаврушина (М., 1995), «Фінансовий словник» А.Г. Загороднього, Г.Л. Вознюка, Т.С. Смовженко (Львів, 1997; Київ, 2000) та ін. Безпосередню участь у написанні статей взяло близько 150 авторів. Серед них  — академіки і члени-кореспонденти Національної академії наук України, доктори й кандидати наук, провідні фахівці НБУ та комерційних банків, державних фінансових органів, наукових і навчальних закладів економічного, банківського профілю Києва, Львова, Харкова, Тернополя, Сум та інших міст України. Заслуговує на окреме відзначення чималий внесок у підготовку Енциклопедії банківської справи України ряду працівників Адміністрації Президента України, апарату Кабінету міністрів України, Комітету Верховної Ради України з питань фінансів та банківської діяльності, колективу кафедри банківської справи Київського Національного економічного університету, Редакції періодичних видань НБУ, НДФІ при Мінфіні України.
Створення і видання Енциклопедії стало можливим лише завдяки ініціятиви та підтримці колишніх Голови НБУ В.А. Ющенка та на той момент Голови НБУ В.С. Стельмаха, який очолив редакційну колегію, безпосередній та активній участі у здійсненні цього проекту членів Правління НБУ, керівників підрозділів та провідних фахівців НБУ.
Енциклопедія банківської справи України стане в пригоді як банківським працівникам, так і широкому колу інших читачів  — державним службовцям, викладачам і студентам економічних спеціальностей, підприємцям, всім, хто користується послугами банків, хто має потребу поповнити свої знання про цю життєво важливу сферу діяльності.

## Побудова Енциклопедії
Статті в Енциклопедії розміщено за абеткою. Назви статей подані переважно в однині, проте частина понять, за логікою їх вживання, подається у множині.
У назвах статей, що складаються з кількох слів, зберігається прямий порядок слів, але в окремих випадках, коли на першому місці виявляються надто загальні слова, для зручності пошуку вжито інверсійні форми з винесенням на перше місце основного поняття або ж подано назви і в прямому, і в інверсійному порядку слів з відсиланням до однієї з них. Відсилання застосовано і в тих випадках, коли окремої статті про дане поняття немає, але воно розкрите в іншій (базовій) статті.
Назви статей виділено напівжирним прямим шрифтом, великими літерами.
До понять іншомовного походження дається етимологічна довідка.
У текстах статей застосовуються також різні види їх градації (поділ на абзаци, нумерація, підзаголовки), шрифтові виділення (розрядка, курсив світлий і напівжирний), якими виділяються окремі смислові блоки, вузлові поняття, що полегшує пошук таких понять і сприйняття змісту в цілому.
З міркувань економності викладу в Енциклопедії широко застосовуються загальноприйняті у таких виданнях способи скорочення слів та абревіатури. Після основної (словникової) частини як органічне її доповнення в книзі йде ряд важливих і, на думку редакції, цінних для читача додатків.
У книзі вміщено 215 чорно-білих ілюстрацій та 4 кольорові вкладки (88 сторінок). 
Для сюжетів кольорових вкладок та ілюстрування статей використано матеріали журналів «Вісник Національного банку України» та «Українська нумізматика і боністика», книги: Зварич В.В. Нумізматичний словник.  — Львів: 1972; Михаелис А.Е., Харламов Л.А. Паперові гроші московії.  — Пермь:1993; Зврич В., Шуст Р. Нумізматика. Довідник.  — Тернопіль  — Львів: 1998.

## Редакційна Колегія
- Стельмах В.С. (голова);
- Альошин В.Б.
- Воронова Л.В. (відповідальний секретар)
- Гальчинський А.С.
- Гребеник Н.І.
- Дорофєєва Н.В.
- Єременко О.К.
- Загородній А.Г.
- Ілляш М.М.
- Кандибка О.М.
- Кірєєв О.І.
- Кротюк В.Л.
- Ленін О.П.
- Меншун В.І.
- Мороз А.М.
- Патрикац Л.М.
- Савченко А.С.
- Савлук М.І.
- Сенищ П.М.
- Солтис Я.Ф.
- Чухно А.А.
- Шаповалов А.В.
- Яременко С.О.